# Elektrizitätswerk

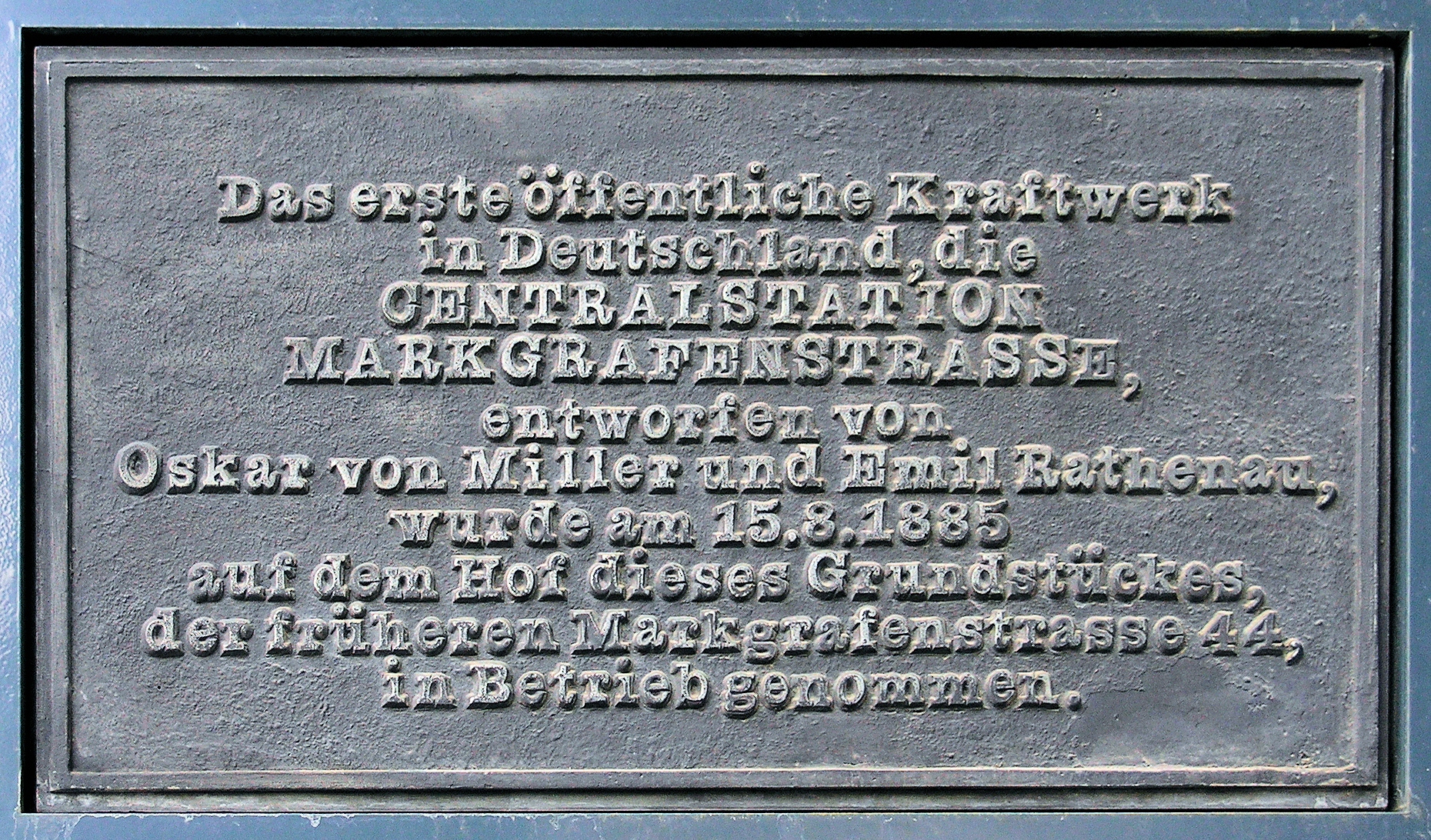
Gedenktafel am Haus Markgrafenstraße 35 in Berlin-Mitte für die Centralstation Markgrafenstraße

Elektrizitätswerk, E-Werk oder Kraftstation sind historische Bezeichnungen für ein Kraftwerk oder Umspannwerk zur Energieversorgung mit Elektrizität.

## Begriffswandel
Heute sind diese Bezeichnungen neben einigen Versorgungsunternehmen unter anderem namensgebend für Kulturzentren wie z. B. das E-Werk in Erlangen oder das E-Werk in Köln, Veranstaltungsorte für Konferenzen wie das E-Werk in Berlin oder Unternehmen des E-Commerce wie z. B. die eWerk GmbH in Malsfeld oder IT-Dienstleister und Agenturen für Webdesign und Internet.
Elektrizitätswerk bezeichnet die Stromerzeugungsanlage selbst, den industriellen Standort, das Gebäude oder das gesamte Unternehmen, das sich mit der Erzeugung, der Verteilung und der Abrechnung des Stromes befasste. Elektrizitätswerke waren oft kommunale Betriebe (gemäß der Idee des Munizipalsozialismus), die im Laufe der Zeit mit Gaswerken, Wasserwerken und Straßenbahnunternehmen zu Stadtwerken verschmolzen. Das erste öffentliche deutsche Elektrizitätswerk ging 1885 in Berlin als Umspannwerk in Betrieb. Bereits 1884 begann Oskar von Miller in München mit der Errichtung eines Elektrizitätswerkes, gefolgt von den Elektrizitätswerken in Dessau und das Kraftwerk Mühlhof in Scheibbs (das erste in Österreich) im Jahr 1886 und der „Centralstation für elektrische Beleuchtung“ in Darmstadt 1888.
Ein anderer früher gebrauchter Begriff für Elektrizitätswerke, die mehrere Orte versorgten, ist Überlandzentrale oder Überlandwerk(e).

## Namensgebung für Versorger

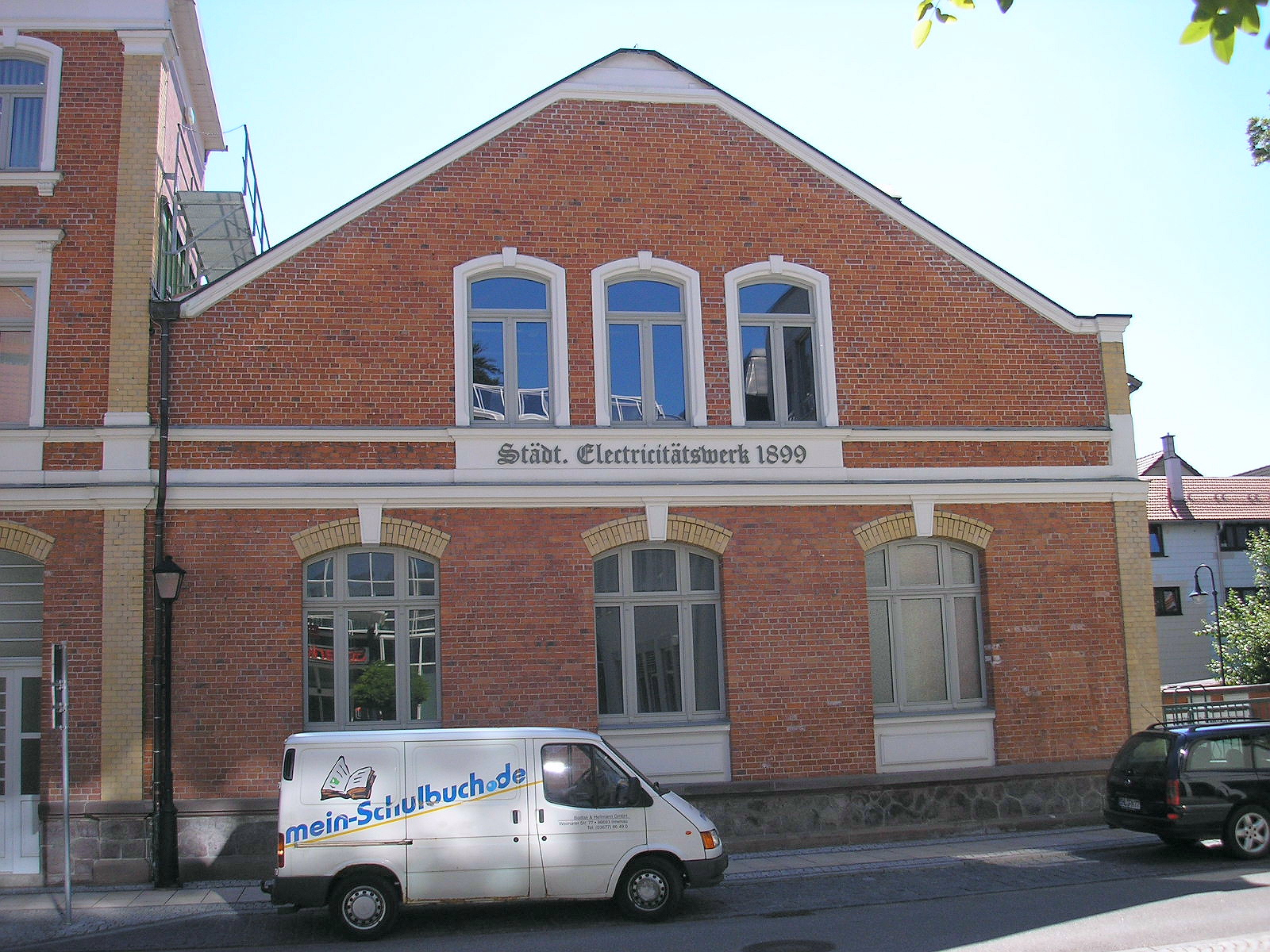
„Städtisches Electricitätswerk“ in Ilmenau (erbaut 1899)

In den Namen mancher Energieversorger sind diese geschichtlichen Wurzeln noch sichtbar, wie z. B. bei
- der E-Werk Mittelbaden
- den Elektrizitätswerken Schönau
- dem Elektrizitätswerk Tegernsee
- der Elektrizitätswerk Wels
- dem Gas- und E-Werk Singen
- dem Überlandwerk Groß-Gerau (ÜWG)
- dem Gruppen-Gas- und Elektrizitätswerk Bergstraße (GGEW)
- der Paderborner Elektrizitätswerke und Straßenbahn AG (PESAG)
- der e-werk Reinbek-Wentorf GmbH
- dem Rheinisch-Westfälischen Elektrizitätswerk (RWE)
- der Straßenbahn und Elektricitätswerk in Altenburg AG
- der Überlandwerke und Straßenbahnen Hannover AG

sowie den ehemals unter Vattenfall Europe firmierenden, inzwischen im Handelsregister gelöschten Unternehmen:
- Berliner Elektrizitätswerken AG (BEWAG) und
- Hamburgischen Elektricitäts-Werken (HEW).

## Namensgebung für Kulturzentren und andere Veranstaltungsorte
Als Nachfolgenutzung dienen stillgelegte Elektrizitätswerke heute oft als Veranstaltungsort oder Beherbergung gesellschaftlicher Einrichtungen.
Zahlreiche Einrichtungen für Jugend, Kultur, Kunst, Politik, soziale Dienstleistungszentren und andere Initiativen, die meist nach der ursprünglichen Funktion und dem Namen des Gebäudes E-Werk genannt werden, finden sich beispielsweise in Bad Homburg vor der Höhe, Erlangen, Eschwege, Göppingen, Köln-Mülheim, Neckargemünd, Oschatz, Plön, Saarbrücken, Sassnitz und Weimar. In Freiburg befindet sich die Freiburger Schauspielschule im E-Werk.
Das denkmalgeschützte ehemalige Umspannwerk in Berlin ist heute ein Unternehmenspark und Veranstaltungsort für z. B. Konferenzen, Modenschauen oder Preisverleihungen. Das frühere innerstädtische Elektrizitätswerk Warschaus, Elektrownia Warszawska, wurde in den Jahren 2016 bis 2020 zu einem multifunktionalen Gebäudekomplex (Elektrownia Powiśle) umgebaut.

## Namensgeber für Orte
- Spitalmühle (Gemeinde Drosendorf-Zissersdorf), Mühle in Drosendorf in Niederösterreich, als Ortsteil auch Elektrizitätswerk

## Namensgebung im Internetzeitalter
Im modernen Zeitalter von E-Commerce und E-Business beziehen zahlreiche Einrichtungen die Bezeichnung E-Werk nicht auf deren ursprünglichen Standort, das Gebäude an sich oder ein Unternehmen der Energieversorgung, sondern aus der angebotenen Dienstleistung im E-Commerce oder Waren, die mit Elektrizität betrieben werden. So befassen sich zum Beispiel die Humboldt-Universität zu Berlin unter dem Namen EWeRK mit dem Energie- und Wettbewerbsrecht in der Kommunalen Wirtschaft, die eWerk GmbH in Malsfeld als Anbieter von „allem was mit Strom läuft“ mit dem E-Commerce und zahlreiche Dienstleister unter der Bezeichnung ewerk als Webdesigner, Internet-Agenturen und IT-Dienstleister.